# Боје заставе Србије

Одлука о утврђивању модела Великог и Малог грба, модела заставе и нотног записа химне Републике Србије : 85/2010-3 Републике Србије, која дефинише званичне боје националних симбола, представља значајне неусклађености између различитих система боја. Ове неусклађености могу довести до неправилних приказа боја државне заставе и утицати на визуелни идентитет земље.  .
Стандард представе боја
Члан 6.
Графички стандарди боја Великог и Малог грба, Државне заставе, Народне заставе, стандарте председника Републике и стандарте председника Народне скупштине утврђују се како следи:
– у систему  Pantone:  црвена основна 192C / црвена тамна 704C / плава 280C / жута 123C,
– у систему CMYK: црвена основна C0-M90-Y70-K10 / црвена тамна C0-M90-Y70-K30 / плава C100-M72-Y0-K19 / жута C4-M24-Y95-K0 / црна K100,
– у систему RGB: црвена основна R198-G54-B60 / црвена тамна R161-G45-B46 / плава R12-G64-B118 / жута R237-G185-B46 / црна R33-G35-B30.
Црвена тамна користи се само за порфиру.

## Опис званичних боја
Наредбом су одређене боје Великог и Малог грба, државне и националне заставе и председничких стандарда према следећим системима боја :

##### Pantone
| Боја    | Цлавна црвена | Црвена тамна | Плава   | Бела    | Жута    | Црна    |
| ------- | ------------- | ------------ | ------- | ------- | ------- | ------- |
| Pantone | 192C          | 704C         | 280C    | N / A   | 123C    | N / А   |
| HEX     | #Е40046       | #9Е2А2F      | #012169 | #FFFFFF | #FFC72C | #000000 |

##### CMYK:
| Боја | Црвена основна | Црвена тамна   | Плава           | Бела    | Жута          | Црна    |
| ---- | -------------- | -------------- | --------------- | ------- | ------------- | ------- |
| CMYK | C0-М90-Y70-K10 | C0-М90-Y70-K30 | C100-М72-Y0-K19 | N / А   | C4-М24-Y95-K0 | K100    |
| HEX  | #Е61745        | #B31236        | #003АCF         | #FFFFFF | #F5C20D       | #000000 |

##### RGB:
| Боја | Црвена основна | Црвена тамна | Плава        | Бела    | Жута          | Црна        |
| ---- | -------------- | ------------ | ------------ | ------- | ------------- | ----------- |
| RGB  | R198-G54-B60   | R161-G45-B46 | R12-G64-B118 | N / А   | R237-G185-B46 | R33-G35-B30 |
| HEX  | #C6363B        | #А12F2F      | #0C3F76      | #FFFFFF | #ЕDBА2Е       | #21231Е     |